# Chérnikov (Krasnodar)
Chérnikov (del ruso: Че́рников) es un jútor del distrito Prikubanski de la ókrug urbano de Krasnodar del krai de Krasnodar, en el sur de Rusia. Está situado en las tierras bajas de Kubán-Azov, junto al límite del raión de Dinskaya, 20 km al noroeste del centro de Krasnodar. Tenía 147 habitantes en 2010.
Pertenece al municipio Beriózovski.